# Trypanosyllis gigantea
Trypanosyllis gigantea är en ringmaskart som först beskrevs av McIntosh 1885.  Trypanosyllis gigantea ingår i släktet Trypanosyllis och familjen Syllidae. Inga underarter finns listade i Catalogue of Life.